# Карл III Толстый
Карл III Толстый (нем. Karl der Dicke, фр. Charles le Gros; 13 июня 839, Бавария — 13 января 888) — король Восточно-Франкского королевства в 876—887 годах (до 882 года — король Алемании и Реции), король Италии в 879—887 годах, франкский император в 881—887 годах, король Лотарингии (Карл II) в 882—887 годах, король Западно-Франкского королевства в 884—887 годах. Представитель династии Каролингов.
Имел репутацию слабого правителя, при нём каролингская монархия находилась в упадке. Оказался не в состоянии дать отпор отрядам викингов, опустошавших его земли. Прозвище «Карл Толстый» (лат. Carolus Crassus) было дано не современниками, а анонимным Саксонским анналистом уже в XII веке.

## Биография

### Карл III Толстый — король Восточно-Франкского королевства
Карл III Толстый был младшим из трёх сыновей правителя Восточно-Франкского королевства Людовика II Немецкого и Эммы Баварской из рода Вельфов. С 862 года он был женат на Рихарде, дочери графа Эрхангера, представителя дома Ахалольфингов.
В 859 году Карл III Толстый стал графом Брайсгау, марки на границе с Лотарингией. В 863 году его старший брат Карломан Баварский поднял восстание против отца; в следующем году его примеру последовали Людовик Младший и сам Карл Толстый. Последний в 876 году при разделе с братьями Карломаном Баварским и Людовиком Младшим получил Алеманию и Рецию. Совместно со своими кузенами королями Западно-Франкского королевства Людовиком III и Карломаном II вел войну с Бозоном, захватившим Прованс и часть Бургундии и отпавшим от Каролингов.
После смерти своего брата Карломана Карл III Толстый унаследовал Баварию, а после смерти своего второго брата Людовика Младшего занял и его владения, объединив в своих руках Восточно-Франкское королевство. После чего, в 881 году Карл III Толстый отправился в Рим, где 12 февраля того же года получил императорскую корону из рук папы Иоанна VIII.

### Норманнская угроза

Королевства в составе империи Каролингов после Рибмонского договора 880 года

В 882 году восточные франки выступили против норманнов из Великой языческой армии, но были разбиты и обратились в бегство; при этом пал Вала, епископ Меца. Даны разрушили знаменитый дворец в Ахене, предав его огню, и сожгли монастыри и города Трир и Кёльн, а также королевские пфальцы и виллы, повсюду истребляя местное население. Император Карл III Толстый собрал многочисленное войско и осадил викингов в их лагере в Асселе. Вождь норманнов Готфрид вынужден был капитулировать; он принял крещение и принёс Карлу Толстому вассальную присягу, а император передал ему Фрисландию при условии, что он будет защищать эти земли от набегов других норманнских дружин. Готфрид получил в супруги Гизелу, дочь короля Лотаря II, после чего бо́льшая часть норманнов покинула королевство Карла III Толстого.

### Карл III Толстый — король Западно-Франкского королевства
6 декабря 884 года скончался король Западно-Франкского королевства Карломан II. Поскольку законный наследник, брат покойного, Карл Простоватый был малолетним ребёнком, перед лицом угрозы нападения норманнов вельможи Западно-франкского государства посовещались и отправили посольство к императору Карлу III Толстому, с приглашением стать их королём. Император Карл, получив известие, немедленно отправился в путь и дошел до Понтье (885 год); сюда к нему на коронацию прибыли представители светской и духовной аристократии западных франков и принесли новому королю присягу на верность. Отдельные части бывшей империи Карла Великого вновь соединились в одних руках (за исключением королевства Нижняя Бургундия). Это указывает на живучесть представлений об имперском единстве в умах франкской знати. Однако новые политические реалии резко шли с ними вразрез, что стало очевидным почти сразу.
Получив земли почти всей Франкской империи, Карл снова обратился против норманнов. Он приказал своим новым вассалам из королевства умершего Лотаря и из королевства Карломана, идти в Ловен против норманнов. Оба войска в установленный для сбора день прибыли в названное место, кроме Гуго Аббата, который отсутствовал в этом походе по причине болезни ног. Но они не совершили там ничего достойного и с великим позором возвратились обратно.
Один из норманнских вождей Готфрид, принесший вассальную присягу Карлу III Толстому, должен был защищать северные земли королевства от набегов своих соотечественников. Однако он мало что делал в этом направлении. Более того, он вступил в союз с Гуго, мятежным сыном Лотаря II, и обещал ему поддержку в борьбе за отцовское наследство. В начале 885 года Готфрид в ультимативной форме потребовал от Карла Толстого Зинциг, Андернах и Кобленц, в противном случае отказываясь от своей присяги. Он собрал войско и угрожал привести норманнов в самое сердце королевства. Чтобы уладить это дело, император Карл направил к нему своего ближайшего сподвижника, графа Генриха, а также Виллиберта, архиепископа Кёльна. В ходе переговоров был спровоцирован вооруженный конфликт, в ходе которого Готфрид был убит Генрихом. Вскоре Гуго, сын короля Лотаря, был схвачен и ослеплен по приказу императора. После ослепления Гуго был заточен в Сен-Галленский монастырь.
25 июля 885 года норманны со всем своим войском вторглись в Руан. Франки собрали войско в Нейстрии и Бургундии и выступили, намереваясь воевать с норманнами. Однако когда они уже должны были схватиться, случилось так, что Рагнольд, герцог Мэна, погиб с немногими людьми, и, вследствие этого, остальные в великой скорби возвратились на родину, не совершив чего-либо полезного. Норманны снова начали неистовствовать — они убивали христиан, уводили их в плен и разрушали церкви, не встречая сопротивления.
Франки, чтобы сделать для норманнов невозможным передвижение на кораблях, соорудили укрепления по берегам рек. Они построили крепость на Уазе у Понтуаза и поручили её охранять Алетрамну. Епископ Гозлен приказал укрепить Париж. Однако в ноябре норманны вошли в Уазу, осадили упомянутую крепость и отрезав её от источников воды, вынудили к сдаче. Гарнизон во главе с Алетрамном покинул крепость, сохранив оружие и лошадей, но оставив там все своё имущество. Норманны же сожгли упомянутую крепость, захватив в качестве добычи все, что нашли в ней.

### Осада Парижа норманнами

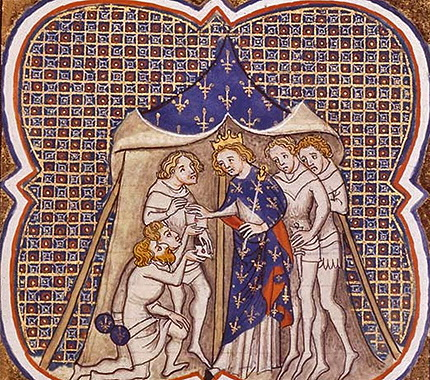
Карл III Толстый. Большие французские хроники

Окрылённые этой победой, норманны в том же ноябре месяце дошли до Парижа и тотчас атаковали одну из башен — они надеялись, что её можно будет быстро завоевать, поскольку построена она была еще не полностью. Парижане под руководством своего аббата Гозлена и графа Эда (будущего короля) мужественно обороняли её и отразили все приступы врага. Потерпев первые неудачи и потеряв многих из своих, норманны соорудили напротив города крепость и приступили к настоящей осаде, построили осадные орудия, попытались развести под стенами огонь и использовали все свои способности для того, чтобы завоевать город. Однако парижане храбро сражались против них и всегда побеждали.
В феврале 886 года жителей города постигло тяжелое несчастье. Значительным подъемом воды в реке был разрушен маленький мост, соединяющий город с башней. Норманны же стремительно прорвались к воротам башни и подожгли их. Гарнизон башни, оставшийся без подмоги, был захвачен в плен. На виду у горожан столпившихся на стенах, пленные были перебиты, а их трупы брошены в реку. Войско восточных франков под командованием герцога Франконии Генриха отправилось на помощь Парижу, но так ничем и не смогло помочь парижанам, возвратилось обратно.
Епископ Гозлен, желая освободить город от осады, попытался заключить мир с датским королём Зигфридом, предводителем войска норманнов. Но в ходе переговоров епископ был застигнут тяжелой болезнью и скончался в апреле 886 года. Его смерть не осталась тайной для норманнов и они продолжили свои нападения. Парижане, лишившиеся своего наставника и истомленные осадой, пребывали в состоянии глубокой подавленности. Многие защитники были убиты, еще больше обессилело от ран; кроме того и еды в городе оставалось все меньше. Эд, видя, что народ повергнут в уныние, тайком покинул город, чтобы искать помощи у знатнейших людей королевства и, кроме того, через них уведомить императора Карла III Толстого, что город будет вскоре потерян, если тот не подоспеет ему на помощь. На обратном пути в Париж Эд проявил чудеса храбрости, буквально прорубая себе дорогу среди врагов, так как норманны каким-то образом наперед узнали о его возвращении и ожидали его перед воротами. Восхищенные таким подвигом своего графа, горожане вновь воспряли духом и борьба продолжилась, пока наконец, спустя около восьми месяцев осады, император пришел к ним на помощь.

### Карл III Толстый приходит на помощь Парижу

Империя Карла III Толстого в 887 году

С приближением осени 886 года император с большим войском прибыл в Кьерси и послал вперед себя под Париж Генриха, герцога австразийцев. Подойдя со своим войском к городу, Генрих неосмотрительно с немногочисленной свитой отправился верхом вокруг лагеря данов, чтобы посмотреть, как его войско могло бы напасть на лагерь врагов и где им следует укрепить собственный лагерь. Однако его конь внезапно провалился в один из рвов, который сделали норманны, и сбросил его на землю. Тотчас же из засады выскочили несколько данов и убили его. Император продолжил войну с норманнами, пытаясь снять с города осаду, но поскольку его самый способный военачальник погиб, он не совершил ничего достойного. Так как приближалась зима, противники вскоре начали обмениваться посланцами, чтобы император мог заключить с данами мир. И это был унизительный мир. Поскольку Карл III Толстый не только передал норманнам выкуп за город — 700 фунтов серебра, но и без каких-либо препятствий открыл им дорогу, чтобы зимой они разграбили Бургундию, это очень сильно подорвало престиж императора.
После этого император утвердил в Париже епископа по имени Аскрих, главу королевской канцелярии, вместо умершего аббата Гозлена. Граф Эд, поскольку Гуго Аббат умер 12 мая 886 года получил все его лены — обширные владения в Нейстрии, некогда принадлежавшие отцу Эда, Роберту Сильному. Затем Карл III Толстый двинулся домой. И не успел он еще покинуть этих мест, как вождь норманнов Зигфрид вошел в Уазу и, двигаясь со своими воинами сзади императора по земле и по воде, все опустошал огнём и мечом. Зигфрид предал огню славнейшую церковь Святого Медарда в Суассоне, монастыри, деревни и королевские пфальцы, убивая и уводя в плен местных жителей. Норманны двинулись на кораблях вверх по Сене, вошли со всем своим войском, вооружением и кораблями в реку Йонну и осадили город Санс. Эврарду, епископу этого города, удалось за выкуп спасти город от разграбления.
В 887 году норманны по-прежнему совершали свои грабительские набеги, доходя до Сены и Луары. Зигфрид в конце весны возвратился со своими людьми на Сену, всё сжигая на своём пути, а осенью отправился во Фрисландию, где и был убит. Норманны из-за обещанной императором дани снова пришли под Париж. Чтобы уладить это дело, Аскрих отправился к императору и возвратился с серебром. И после уплаты дани даны, поскольку не было никого, кто мог бы им помешать, норманны снова прошли по Сене в Марну и разбили лагерь у Шези.

### Низложение и смерть Карла III Толстого
К концу 887 года у Карла III Толстого испортились отношения со своим ближайшим окружением. Он обвинил свою супругу Рихарду Швабскую в прелюбодеянии со своим канцлером Лиутвардом, епископом Верчелли. Тот бежал к Арнульфу Каринтийскому, побуждая его начать войну с Карлом, который на место Лиутварда утвердил архиепископа Майнцкого Лиутберта. Рихарда же потребовала проведения «Божьего суда», заявляя, что, несмотря на годы брака, всё ещё остаётся девственной и, следовательно, обвинение против неё ложно. Согласно легенде, она успешно перенесла испытание огнём (с обнажёнными ногами и одетая в рубашку, покрытую воском, она пересекает пламя без каких-либо ожогов). Несмотря на все заявления Рихарды, проведённый по требованию Карла III генеральный сейм утвердил развод, а она удалилась к монашеской жизни.
В том же году родственница Карла III Толстого Ирменгарда Итальянская (дочь короля Италии Людовика II), некогда с ним воевавшая, обратилась к императору за защитой для своего сына Людовика Слепого. Карл принял того как своего собственного сына и взял его вместе с матерью под защиту. Император даже намеревался сделать Людовика наследником, так как все его попытки легитимизировать своего внебрачного сына Бернарда окончились неудачей.
Резкое недовольство политическим курсом Карла III Толстого, всячески пренебрегавшего интересами Восточно-франкского королевства, вылилось в открытое выступление знати против короля. 11 ноября 887 года во Франкфурте было созвано собрание, на котором в итоге Карл III был лишен короны. Формальным поводом к этой акции явилось обвинение короля в физической немощи и неспособности управлять государством: Карл с юных лет страдал эпилепсией и атеросклерозом. Вместо него на трон Восточно-франкского королевства был посажен его племянник Арнульф (маркграф Каринтии, сын Карломана Баварского), поднявший восстание против Карла и выступивший с баварско-славянским войском.
Карл III Толстый попросил сохранить за ним некоторые владения в Швабии, где и умер в Нейдингене 13 января 888 года после крайне неумело проведенной операции по трепанации черепа. Похоронен в монастыре Райхенау. После него Франкская империя перестала существовать как единое государственное образование, и уже никогда не была восстановлена в тех пределах, в каких была при Карле Великом.